# 眶棘平鮋
眶棘平鮋，為輻鰭魚綱鮋形目鮋亞目平鮋科的其中一種，為熱帶海水魚，分布於中太平洋東部海域，棲息深度130-160公尺，體長可達15.2公分，棲息在底層水域，卵胎生，生活習性不明。